# منيرة إبراهيم السبيعي
منيرة إبراهيم السبيعي هي شاعرة بحرينيّة وعضوة في جمعية الشعر الشعبي في مملكة البحرين. صدر لها ديوانيين شعريين؛ أولٌ منفردٌ بعنوان «مناير شعريّة» ضمَّ عددًا من أشعار وقصائد منيرة، بينما الثاني مشتركٌ بين عددٍ من الشاعرات الأخريات وقد صدر تحتَ عنوان «شاعرات المليون» عن أكاديمية الشعر في لجنة إدارة المهرجانات والبرامج الثقافية والتراثية في أبو ظبي، فضلًا عن دراستها «دور الإعلام الجديد في تعزيز التبادل الثقافي بين الشعوب العربية: دول الخليج العربي أنموذجًا».

## الحياة المُبكّرة والتعليم
حصلت منيرة إبراهيم السبيعي على درجة الدكتوراه بامتياز مع مرتبة الشرف، من كلية الآداب في تخصّص لسانيات وتواصل وترجمة من جامعة عبد المالك السعدي بالمملكة المغربية في مدينة تطوان، وذلك عن دراستها وبحثها الذي صدر تحتَ عنوان «دور الإعلام الجديد في تعزيز التبادل الثقافي بين الشعوب العربية: دول الخليج العربي أنموذجًا» الذي نالت عبرهُ درجة التميّز في طرح الموضوع. تناولت منيرة في هذا البحث التبادل الثقافي للثقافة الشعبية تحديدًا عبر موقع اليوتيوب في الجانب التحليلي، أما الجانب الميداني فقد تطرقت فيهِ إلى تناول الإعلام الجديد ودوره في تعزيز التبادل الثقافي على النخب الثقافية الخليجية بشكل خاص.
خلصت الدراسة في نتائجها إلى أنّ «النخب المثقفة» على مستوى دول الخليج العربي يستخدمون الإعلام الجديد بنسبة مرتفعة ويحرصون على المضامين الثقافية والشعبية والفلكلورية، وأن «النخبة المثقفة» تتمتع بخصائص الاهتمام بالثقافة والتاريخ والتراث والفلكلور من المصادر الالكترونية كمواقع التواصل الاجتماعي، كما أثبتت الدراسة – التي قامت بها منيرة – إن أكثر ما عبَّر عن رأي العيّنة في الثقافة بدول الخليج العربي اهتمام حكومات دول الخليج العربي بالثقافة والتراث، حيث تسهم وسائل الإعلام الجديد في التربية الثقافية كما وصفتها.

## المسيرة المهنيّة
يُعتبر الديوان الشعري «مناير شعرية» أول وأشهر أعمال الشاعرة منيرة إبراهيم السبيعي. يحتوي الديوان على العديد من القصائد الشعرية المنوعة وقد أهدتهُ للشاعر عبد الرحمن رفيع الذي قالت منيرة إنّ الفضل يرجعُ له بسببِ الأثر الكبير الذي خلقهُ في تطوّر مسيرتها الشعرية والأدبية. للشاعرة البحرينيّة عملٌ آخرٌ وهو عملٌ مشتركٌ صدر تحت عنوان «شاعرات المليون» عن أكاديمية الشعر في لجنة إدارة المهرجانات والبرامج الثقافية والتراثية في أبوظبي. ضمَّ هذا الديوان النتاج الشعري لـ 13 شاعرة سبق أن شاركن في برنامج «شاعر المليون» بما في ذلك منيرة إبراهيم السبيعي. سلَّط الكتابُ الضوء على الشاعرات اللاتي شاركن في المسابقة التي كانت تهدفُ إلى إحياء الشعر النبطي وتقديمه في جميع الوسائط المرئية والسمعية والمطبوعة.

## آراء
تُرجع منيرة السبيعي ما تكتبهُ في قصائدها إلى ما تُسمّيه الأبعاد من المواقف المتعدّدة في الحياة، كما ترى أنّ الشاعرات في دول الخليج العربي يحظيينَ باهتمامٍ بالغٍ في مجال الثقافة والشّعر والأدب، معتقدةً أنّ الطموح في رفعة الموروث الأدبي لا سقف له. ترى أيضًا أنّ الشّعر فتح مجالًا كبيرًا بالحضور في البرامج الجماهيرية والفعاليات الأدبية الكبرى، كما أتاح المجال للعديد من المواهب الشعرية، كما ترى أن التطور والانفتاح على الثقافات العربية الأخرى أتاحَ التبادل الثقافي في المجال الشعري والمجال التراثي والفني.
بالنسبة لمنيرة وكما ذكرت في حوارٍ صحفيّ، فأكثر ما يؤثر بها هو الحنين، الماضي، الذكريات وذلك في وأثناء كتابة الشعر، لذا فهي تعتقدُ أنّ الشاعر بحاجة لتغذية الروح والفكر ليقدم فكرة جديدة يتداولها مُحبي الشّعر. تُعجب منيرة بالأمسيات النسائية التي تحملُ طابع الخصوصية في رأيها، بل وتحملُ جانبًا في تبادل التجربة النسائية لدى العديد من الشاعرات.

## قائمة أعمالها
هذه قائمةٌ بأبرز أعمال الشاعرة البحرينيّة منيرة إبراهيم السبيعي:
- مناير شعريّة[19]
- شاعرات المليون[20]
- دور الإعلام الجديد في تعزيز التبادل الثقافي بين الشعوب العربية: دول الخليج العربي أنموذجًا[21]